# 湖棲矛麗魚
湖棲矛麗魚（学名：Crenicichla lacustris）為輻鰭魚綱鱸形目隆頭魚亞目慈鯛科的其中一種，分布於南美洲巴西東部及東南部的淡水流域，體長可達29公分，棲息在河川底中層水域，生活習性不明。
其种加词“lacustris”意为“湖沼的”。